# مؤسسه سیاست جهان
مؤسسه سیاست جهان (IWP) یک مدرسه عالی امنیت ملی، اطلاعات و امور بین‌الملل در واشینگتن، دی سی و رستون، ویرجینیا است.

## تاریخ
IWP در سال ۱۹۹۰ توسط جان لنچوفسکی، مدیر سابق امور اروپا و اتحاد جماهیر شوروی در شورای امنیت ملی ایالات متحده در زمان دولت ریگان تأسیس شد. هدف اعلام شده وی از تأسیس این مؤسسه، تدوین برنامه درسی و ایجاد مدرسه عالی ای بود که «تمام ابزارهای کشورداری» را در خود جای داده و به دانشجویان می‌آموزد که آنها را در طیفی از منازعات به کار گیرند، اما اساس آن اصول بنیادین آمریکایی و قاعده حقوق بین‌الملل باشد.
از سال ۱۹۹۱ تا ۲۰۰۵، این مؤسسه وابستگی خود را به دانشگاه بوستون حفظ کرد. این وابستگی در سال ۲۰۰۶ به پایان رسید، زیرا IWP از طریق کمیسیون آموزش عالی دولت میانه مجوز مستقل به دست آورد. IWP دارای مجوز فعالیت در واشینگتن، DC توسط کمیسیون مجوز آموزش عالی DC و در ویرجینیا توسط شورای ایالتی آموزش عالی برای ویرجینیا است.
در سال ۲۰۰۸، IWP یکی از ۱۷ نهاد دانشگاهی شد که از سوی ارتش ایالات متحده برای میزبانی از اعضای پیوسته خدمت ارشد واجد شرایط بود.